# Yavuz Turgul
Yavuz Turgul (nacido el 5 de abril de 1946 en Estambul, Turquía) es un director de cine y guionista turco, quien es más conocido por su éxito de taquilla El Bandido (1996) y que ha ganado la Naranja de Oro al Mejor Guion cuatro veces por Abbas en Flor (1982), La Aga (1985), el Señor Muhsin (1987) y El Juego de Sombras (1992); Naranja de Oro a la Mejor Película por el Señor Muhsin (1987) y la 2ª Mejor Película por Gölge Oyunu (1992); y una Naranja de Oro como premio a los logros de su vida.

## Biografía
Yavuz Turgul se graduó del Instituto de Periodismo de la Universidad de Estambul y trabajó como periodista durante seis años para la revista Ses antes de comenzar a escribir guiones. Logró un éxito temprano en a finales de los 70 y principios de los 80, con guiones para una serie de populares producciones de comedia del productor y director Ertem Eğilmez y el director Kartal Tibet, incluyendo Tosun Paşa (1976), el Sultán (1978) y Hababam Sınıfı Güle Güle (1981).
Él obtuvo un mayor éxito en los años 80 al ganar de la Naranja de Oro al Mejor Guion por Abbas en Flor (1982), dirigida por Sinan Çetin, haciendo su debut como director con Fahriye Abla (1984) y al ganar la Naranja de Oro al Mejor Guion por segunda vez por La Aga (1985), dirigida por Nesli Çölgeçen antes de la consolidación de su éxito al ganar Naranjas de Oro a la Mejor Película y Mejor Guion, así como premios en festivales de cine en Estambul y San Sebastián para su segundo esfuerzo directoral en Señor Muhsin (1987), que de acuerdo a Rekin Teksoy, "es su película más importante."
En los años 90 continuó con El Inolvidable Director de Películas de Amor (1990) y El Juego de Sombras (1992), por la que ganó un premio Naranja de Oro como la 2ª Mejor Película y Mejor Guion, antes de lograr su mayor éxito de taquilla con la popular El Bandido (1996), que, según Rekin Teksoy, "trajo  audiencias turcas de nuevo a sus asientos," y lo hizo,"un pionero de la taquilleras durante este período," así como el ganador del Golden Dolphin en el Festróia - Tróia Festival Internacional de Cine.
Regresó después de una larga ausencia con Enamorados (2005), que ganó el Premio al Espíritu Queens, y escribió Para el Amor y el Honor (2007), dirigida por Ömer Vargı, que fue lanzado el mismo año en que recibió un Golden Orange Lifetime Achievement Award. Su última película Temporada de Caza se publicó el 3 de diciembre de 2010.
Estuvo casado con la actriz turca Itır Esen, con quien tiene 2 hijos.

## Filmografía
| Películas | Películas                                                                                    | Películas       | Películas       | Películas       | Películas                                                  |
| Año       | Título                                                                                       | Acreditado como | Acreditado como | Acreditado como | Notas                                                      |
| Año       | Título                                                                                       | Director        | Productor       | Escritor        | Notas                                                      |
| --------- | -------------------------------------------------------------------------------------------- | --------------- | --------------- | --------------- | ---------------------------------------------------------- |
| 1976      | Tosun Paşa                                                                                   |                 |                 | Sí              |                                                            |
| 1978      | El sultán                                                                                    |                 |                 | Sí              |                                                            |
| 1979      | Erkek Güzeli Sefil Bilo                                                                      |                 |                 | Sí              |                                                            |
| 1979      | Banker Bilo                                                                                  |                 |                 | Sí              |                                                            |
| 1981      | Davaro                                                                                       |                 |                 | Sí              |                                                            |
| 1981      | Hababam Sınıfı Güle Güle                                                                     |                 |                 | Sí              |                                                            |
| 1982      | Abbas en Flor (en turco: Çiçek Abbas)                                                        |                 |                 | Sí              | Ganó la Naranja de Oro al Mejor Guion.                     |
| 1982      | Iffet                                                                                        |                 |                 | Sí              |                                                            |
| 1983      | Aşk Kadını                                                                                   |                 |                 | Sí              |                                                            |
| 1983      | Şekerpare                                                                                    |                 |                 | Sí              |                                                            |
| 1984      | Fahriye Abla                                                                                 | Sí              |                 | Sí              |                                                            |
| 1985      | Züğürt Ağa                                                                                   |                 |                 | Sí              | Ganó la Naranja de Oro al Mejor Guion.                     |
| 1987      | El señor Muhsin (en turco: Muhsin Bey)                                                       | Sí              |                 | Sí              | Ganó Naranjas de Oro a la Mejor Película y al Mejor Guion. |
| 1990      | El Inolvidable Director de Películas de Amor (en turco: Aşk Filmlerinin Unutulmaz Yönetmeni) | Sí              |                 | Sí              |                                                            |
| 1993      | El Juego de Sombras (en turco: Gölge Oyunu)                                                  | Sí              |                 | Sí              | Ganó Naranjas de Oro a la Mejor Película y al Mejor Guion. |
| 1996      | El Bandido (en turco: Eşkıya)                                                                | Sí              | Sí              | Sí              | [ 4 ]                                                      |
| 2005      | Enamorados (en turco: Gönül Yarası)                                                          | Sí              |                 | Sí              |                                                            |
| 2007      | Para el Amor y el Honor (en turco: Kabadayı)                                                 |                 |                 | Sí              |                                                            |
| 2010      | Temporada De Caza (en turco: Av Mevsimi)                                                     | Sí              |                 | Sí              |                                                            |

## Premios y distinciones
Festival Internacional de Cine de San Sebastián
| Año  | Categoría            | Película   | Resultado |
| ---- | -------------------- | ---------- | --------- |
| 1988 | Premio San Sebastián | Muhsin Bey | Ganador   |